# Never Give Up on You
A Never Give Up on You (magyarul: Soha nem adlak fel) a walesi Lucie Jones dala, mellyel az Egyesült Királyságot képviselte a 2017-es Eurovíziós Dalfesztiválon, Kijevben. A dal a BBC által szervezett nemzeti döntőben nyerte el az eurovíziós indulás jogát.

## Eurovíziós Dalfesztivál
Mivel az Egyesült Királyság tagja az automatikusan döntős Öt Nagy országának, ezért a dalt az Eurovíziós Dalfesztiválon a május 13-án rendezett döntőben adta elő, de előtte az első elődöntő zsűris főpróbáján is hallható volt. Fellépési sorrendben tizennyolcadikként lépett fel, a Norvégiát képviselő Jowst Grab the Moment című dala után és a Ciprust képviselő Hovig Gravity című dala előtt. A szavazás során a zsűri szavazáson összesítésben a tizedik helyen végzett 99 ponttal (Ausztráliától maximális pontot kapott), míg a nézői szavazáson a huszadik helyen végzett 12 ponttal, így összesítésben 111 ponttal a verseny tizenötödik helyezettje lett.
A következő brit induló SuRie Storm című dala volt a 2018-as Eurovíziós Dalfesztiválon.